# Trichomanes tuerckheimii
Trichomanes tuerckheimii är en hinnbräkenväxtart som beskrevs av Christ. Trichomanes tuerckheimii ingår i släktet Trichomanes och familjen Hymenophyllaceae. Inga underarter finns listade.